# Alpla HC Hard
El Alpla HC Hard es un equipo de balonmano austriaco de la ciudad de Hard. Se ha hecho un nombre importante como club desde el comienzo del siglo XXI, habiendo conquistado varios títulos en su país, y jugando competiciones europeas.

## Palmarés
- Liga de Austria de balonmano (7): 2003, 2012, 2013, 2014, 2015, 2017, 2021
- Copa de Austria de balonmano (5): 2005, 2008, 2014, 2018, 2023
- Supercopa de Austria de balonmano (6): 2012, 2017, 2018, 2019, 2021, 2023

## Plantilla 2023-24
|  | Porteros - Constantin Möstl - 16 Emanuel Baldauf Extremos izquierdos - 07 Luca Raschle - 39 Robin Lürzer Extremos derechos - 09 Ante Tokić - 38 Lennio Sgonc Pívots - 22 Dejan Babić - 23 Jakob Achilles | Centrales - 19 Nico Schnabl Laterales izquierdos - 03 Karolis Antanavičius - 06 Dominik Schmid - 13 Frederic Wüstner - 15 Valentin Mischi - 35 Matthias Hämmerle - 37 Ivan Horvat - 47 Lukas Fritsch Laterales derechos - 08 Nikola Stevanovic |